# フィル・ティール
フィル・ティール（Phil Thiel、1984年10月29日 - ）は、アメリカ合衆国のラグビー選手。

## プロフィール
- アメリカ合衆国・トラバースシティ出身。
- ポジションはプロップ(PR)、フッカー(HO)。
- 身長 180cm、体重 113kg
- アメリカ代表キャップは36（2020年7月現在）でラグビーワールドカップ2011・ラグビーワールドカップ2015のアメリカ代表に選ばれた[1]。

## 略歴
シンダーフォードを経て、2014年、サラセンズに加入。  